# Црновеђи паук-мајмун
Црновеђи паук-мајмун (Ateles geoffroyi frontatus) је подврста црноруког паук-мајмуна, врсте примата (Primates) из породице пауколиких мајмуна (Atelidae).

## Распрострањење
Присутна је у следећим државама: Костарика и Никарагва.

## Угроженост
Ова подврста се сматра рањивом у погледу угрожености од изумирања.